# Saneczkarstwo na Zimowych Igrzyskach Olimpijskich 1972
Saneczkarstwo na Zimowych Igrzyskach Olimpijskich 1972 odbyło się w dniach 4 – 7 lutego 1972 roku na torze Sapporo Teine. Zawodnicy walczyli w jedynkach kobiet i mężczyzn oraz dwójkach mężczyzn.

## Wyniki

### Jedynki mężczyzn
| Miejsce | Zawodnik            | Reprezentacja | Czas    |
| ------- | ------------------- | ------------- | ------- |
| złoto   | Wolfgang Scheidel   | NRD           | 3:27,58 |
| srebro  | Harald Ehrig        | NRD           | 3:28,39 |
| brąz    | Wolfram Fiedler     | NRD           | 3:28,73 |
| 4.      | Klaus Bonsack       | NRD           | 3:29,16 |
| 5.      | Leonhard Nagenrauft | RFN           | 3:29,67 |
| 6.      | Josef Fendt         | RFN           | 3:30,03 |
| 7.      | Manfred Schmid      | Austria       | 3:30,05 |
| 8.      | Paul Hildgartner    | Włochy        | 3:30,55 |
| 9.      | Karl Brunner        | Włochy        | 3:30,87 |
| 10.     | Josef Feistmantl    | Austria       | 3:31,32 |

### Dwójki mężczyzn
| Miejsce | Zawodnicy                             | Reprezentacja | Czas    |
| ------- | ------------------------------------- | ------------- | ------- |
| złoto   | Paul Hildgartner Walter Plaikner      | Włochy        | 1:28,35 |
| złoto   | Horst Hörnlein Reinhard Bredow        | NRD           | 1:28,35 |
| brąz    | Klaus-Michael Bonsack Wolfram Fiedler | NRD           | 1:29,16 |
| 4.      | Satoru Arai Masatoshi Kobayashi       | Japonia       | 1:29,63 |
| 5.      | Hans Brandner Balthasar Schwarm       | RFN           | 1:29,66 |
| 5.      | Mirosław Więckowski Wojciech Kubik    | Polska        | 1:29,66 |
| 7.      | Manfred Schmid Ewald Walch            | Austria       | 1:29,75 |
| 8.      | Sigisfredo Mair Ernesto Mair          | Włochy        | 1:30,26 |
| 9.      | Rudolf Schmid Franz Schachner         | Austria       | 1:30,68 |
| 9.      | Lucjan Kudzia Ryszard Gawior          | Polska        | 1:30,68 |

### Jedynki kobiet
| Miejsce | Zawodniczka          | Reprezentacja | Czas    |
| ------- | -------------------- | ------------- | ------- |
| złoto   | Anna-Maria Müller    | NRD           | 2:59,18 |
| srebro  | Ute Rührold          | NRD           | 2:59,49 |
| brąz    | Margit Schumann      | NRD           | 2:59,54 |
| 4.      | Elisabeth Demleitner | RFN           | 3:00,80 |
| 5.      | Yuko Otaka           | Japonia       | 3:00,98 |
| 6.      | Wiesława Martyka     | Polska        | 3:02,33 |
| 6.      | Halina Kanasz        | Polska        | 3:02,33 |
| 8.      | Sarah Felder         | Włochy        | 3:02,90 |
| 9.      | Barbara Piecha       | Polska        | 3:03,07 |
| 10.     | Christa Schmuck      | RFN           | 3:03,19 |